# الغفران (فلم 2015)
الغفران (بالإنجليزية: Absolution) هو فيلم أكشن أمريكي صدر عام 2015 من إخراج كيوني واكسمان. وبطولة ستيفن سيغال، بايرون مان. الفيلم عبارة عن سلسلة من قصص فيلم رجل طيب وهو سادس تعاون بين ستيفن سيغال والمخرج كيوني واكسمان. يمثل أيضًا التعاون الثالث بين سيغال وفيني جونز، وسيغال ومان.

## القصة
القاتل المتعاقد (ستيفن سيغال) ممزق بين حماية فتاة من المتاجرين بالبشر والبقاء مخلصًا لأصحاب العمل في وكالته الحكومية.

## الممثلون
- ستيفن سيجال في دور جون ألكسندر
- بايرون مان بدور تشي
- فيني جونز بدور الرئيس
- جوش بارنيت في دور كولت
- أدينا ستيتكو بدور نادية
- ماسيمو دوبروفيتش في دور المعالج
- ماريا باتا بدور ديانا
- سابرينا براندوز كزوجة الإسكندر
- دومينتي كوزمين في دور سيرجي
- هوارد ديل في دور فان هورن
- أدينا غالوبا بدور صوفيا
- أليك ريمي بدور فالديمير
- سيبستيان جيمس في دور ديمتري
- جورج ريمس في دور فيكتور

## روابط خارجية
- مقالات تستعمل روابط فنية بلا صلة مع ويكي بيانات